# Triangle Project
Das Triangle Project ist die größte LGBT-Organisation in Südafrika. Sie hat ihre Wurzeln in der 1981 gegründeten Bewegung GASA 6010. 1994 trennte sich das Triangle Project vollständig von GASA 6010.
Das Projekt war die erste Organisation in Afrika, die sich mit Aidshilfe und Prävention befasste. Seit 1984 betreibt sie eine landesweite telefonische Hotline und erstellt seit 1985 eigenständig Literatur zu diesem Thema.
Des Weiteren betreibt Triangle eine schwullesbische Bibliothek, bietet Räumlichkeiten für externe schwullesbische Gruppen an, organisiert Events (Tag des Dialoges und Kapstadt Pride) und bietet Lebensberatung an.
Außergewöhnlich im Gegensatz von gleichartigen deutschen Organisationen ist, dass sich die Zentrale von Triangle nicht in einem schwullesbischen Viertel befindet, sondern in einem großen Einkaufszentrum.
1996 entwickelte Triangle ein Konzept zur Beratung und Betreuung von schwarzafrikanischen Homosexuellen. Diese Zielgruppe hat die Problematik einer weitergehenden Ausgrenzung innerhalb des eigenen Umfeldes und höhere HIV-Ansteckungszahlen. Ein Teil des Konzeptes war die Einstellung von isiXhosa sprechende Streetworker. Triangle hat 12 hauptamtliche Mitarbeiter. Der größte Anteil der Leistungen wird allerdings von Freiwilligen verrichtet.
Der siebenköpfige ehrenamtliche Vorstand von Triangle besteht u. a. aus Kenny Lawrence, Temba Kali, Ronnie Ngalo, Fernel Abrahams und Yvette Abrahams. Direktor ist Dawn Betteridge.